# The Needles

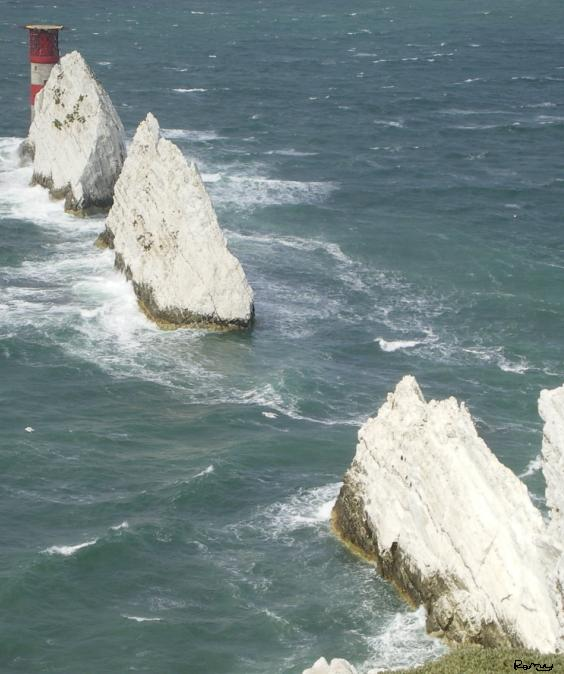
The Needles

The Needles (Les agulles) és una filera de tres farallons calcaris que apareixen cap a l'est d'Illa de Wight, Anglaterra prop d'Alum Bay. El far de The Needles es troba al final d'aquesta formació, es va construir l'any 1859 i es va automatitzar el 1994.
Rep el nom de la història bíblica de la Dona de Lot, ja que hi havia un quart faralló columnar que va desaparèixer per una tempesta el 1764. La resta de farallons no tenen forma d'agulla però el nom ha persistit.
En el programa de 2005 de la televisió d'Anglaterra, Seven Natural Wonders, The Needles es consideren una de les meravelles del sud d'Anglaterra.
Són un reclam turístic de la zona d'Alum Bay i s'hi fan viatges per veure-les de prop. Se'n fan souvenirs. The Needles varen tenir ús militar (bateria artillera) des de 1860 a 1954.